# Roy Emerson
Roy Stanley Emerson, AC (* 3. November 1936 in Blackbutt, Queensland) ist ein ehemaliger australischer Tennisspieler.

## Leben
Roy Emerson wuchs auf einer Farm auf. Jedoch zog seine Familie nach Brisbane, wo er bessere Möglichkeiten hatte, Tennis zu trainieren.
Im Jahr 1961 gewann Emerson seinen ersten Titel bei den australischen Meisterschaften (später Australian Open genannt) und dann von 1963 bis 1967 fünf Jahre in Folge. 1964 gewann er bis auf die französischen Meisterschaften alle Grand-Slam-Titel und war 1964 und 1965 unter den Amateuren die Nummer 1 in der Welt.
Bekannt als „Emmo“ wurde er zweimal in Wimbledon Sieger im Einzel und dreimal im Doppel. Bei den French Open gewann er im Einzel 1963 und 1967 und gewann im Doppel von 1960 bis 1965 sechsmal in Folge. Bei den US Open war er zweimal im Einzel und viermal im Doppel erfolgreich.
Emerson ist der einzige männliche Spieler, der bei den Grand-Slam-Turnieren alle Titel im Einzel und Doppel gewann. Er hielt bis 2000, als Pete Sampras ihn überflügelte, den Rekord an Einzelsiegen bei Grand-Slam-Turnieren. Er gewann insgesamt 28 Grand-Slam-Titel, davon 16 Siege im Doppel. Von den Australian Open 1963 bis zu den French Open 1967 gewann er die Rekordzahl von zehn Grand-Slam-Finals in Folge. Außerdem gewann er mit dem australischen Team achtmal den Titel im Davis Cup, damit ist er der erfolgreichste Spieler des Turniers. 
All die Einzeltitel bei den Grand-Slam-Turnieren und 14 der 16 Doppeltitel fielen jedoch vor die Zeit der sogenannten Open Era. Ab dem Moment, da auch die Profispieler zu diesen Turnieren zugelassen waren, also ab den French Open 1968, gewann Emerson, der sich nun auch mit den teilweise deutlich stärkeren Profis messen musste, nie wieder ein Grand-Slam-Turnier im Einzel.
| Rang                      | Spieler       | Titel |
| ------------------------- | ------------- | ----- |
| 1.                        | Novak Đoković | 24    |
| 2.                        | Rafael Nadal  | 22    |
| 3.                        | Roger Federer | 20    |
| 4.                        | Pete Sampras  | 14    |
| 5.                        | Roy Emerson   | 12    |
| 6.                        | Björn Borg    | 11    |
| 6.                        | Rod Laver     | 11    |
| 8.                        | Bill Tilden   | 10    |
| Stand: 10. September 2023 |               |       |

1968 wurde Roy Emerson selbst auch Tennisprofi, genau in dem Jahr also, als Profis und Amateure wieder gegeneinander antreten durften. Er konnte den Titel bei den French Open nicht verteidigen, den er 1967 errungen hatte. Im Viertelfinale unterlag der 31-jährige Emerson Pancho Gonzales, der zu diesem Zeitpunkt bereits 40 Jahre alt war. Gonzales war schon Ende 1949 ins Profilager gewechselt und daher von 1950 bis Anfang 1968 bei den Grand-Slam-Turnieren nicht spielberechtigt. In den nächsten Jahren trat Emerson zwölfmal gegen Gonzales, den überragenden Spieler der 50er Jahre, an und gewann kein einziges Mal. Ab 1968 kam Emerson, der in den sieben Jahren zuvor, als die Turniere für Profi-Spieler nicht geöffnet waren, zwölf Titel erringen konnte, bei keinem einzigen Grand-Slam-Turnier mehr über das Viertelfinale hinaus.
Auch gegen Rod Laver, den besten Spieler der 1960er Jahre, hatte Emerson eine deutlich negative Bilanz. Bereits 1960 bis 1962 verlor Emerson in 29 Begegnungen 19-mal gegen seinen knapp zwei Jahre jüngeren Landsmann. Laver wechselte dann 1963 ins Profilager, so dass Emerson sich von 1963 bis Anfang 1968 nicht mehr mit ihm messen musste. Ab 1968 spielten die beiden dann bei offiziellen ATP-Turnieren siebenmal gegeneinander, wovon Emerson fünf Begegnungen verlor. Auch bei anderen Turnieren spielten die beiden Australier von 1968 bis 1975 noch häufig gegeneinander. Insgesamt lautete die Bilanz ab 1968: 29:6 für Laver. Bedenkt man, dass zehn der zwölf Einzel-Grand-Slam-Titel Emersons in die Zeit fielen, als Laver als Profi nicht spielberechtigt war, und alle zwölf in die Zeit, als Gonzales nicht starten durfte, so müssen Emersons Erfolge doch sehr relativiert werden. Er war Mitte der 1960er Jahre der weltbeste Amateur, er war aber in keinem Jahr der beste Spieler der Welt. 
Roy Emerson wurde 1982 in die Hall of Fame des internationalen Tennissports aufgenommen. 2019 wurde er zum Companion des Order of Australia ernannt.
Heute wohnt er in Newport Beach in Kalifornien und hat auch ein Haus in Gstaad in der Schweiz, wo er jedes Jahr im Sommer ein Tenniscamp abhält.

## Erfolge
Nachfolgend werden die Erfolge bei Grand-Slam-Turnieren und seit Beginn der Open Era aufgeführt.
| Legende                |
| Saisonendveranstaltung |
| Grand Slam (28)        |
| Open-Era-Turniere (24) |

| Titel nach Belag |
| Hartplatz (11)   |
| Rasen (20)       |
| Sand (16)        |
| Teppich (5)      |

### Einzel

#### Turniersiege
| Nr  | Datum              | Turnier                                         | Platzbelag | Finalgegner          | Ergebnis                |
| --- | ------------------ | ----------------------------------------------- | ---------- | -------------------- | ----------------------- |
| 1.  | 16. Januar 1961    | Australian Championships (1)                    | Rasen      | Rod Laver            | 1:6, 6:3, 7:5, 6:4      |
| 2.  | 28. August 1961    | U.S. National Championships (1)                 | Rasen      | Rod Laver            | 7:5, 6:3, 6:2           |
| 3.  | 7. Januar 1963     | Australian Championships (2)                    | Rasen      | Ken Fletcher         | 6:3, 6:3, 6:1           |
| 4.  | 13. Mai 1963       | Internationale französische Meisterschaften (1) | Sand       | Pierre Darmon        | 3:6, 6:1, 6:4, 6:4      |
| 5.  | 4. Januar 1964     | Australian Championships (3)                    | Rasen      | Fred Stolle          | 6:3, 6:4, 6:2           |
| 6.  | 22. Juni 1964      | Wimbledon (1)                                   | Rasen      | Pierre Darmon        | 6:1, 12:10, 4:6, 6:3    |
| 7.  | 2. September 1964  | U.S. National Championships (2)                 | Rasen      | Fred Stolle          | 6:4, 6:1, 6:4           |
| 8.  | 18. Januar 1965    | Australian Championships (4)                    | Rasen      | Fred Stolle          | 7:9, 2:6, 6:4, 7:5, 6:1 |
| 9.  | 21. Juni 1965      | Wimbledon (2)                                   | Rasen      | Fred Stolle          | 6:2, 6:4, 6:4           |
| 10. | 17. Januar 1966    | Australian Championships (5)                    | Rasen      | Arthur Ashe          | 6:4, 6:8, 6:2, 6:3      |
| 11. | 16. Januar 1967    | Australian Championships (6)                    | Rasen      | Arthur Ashe          | 6:4, 6:1, 6:4           |
| 12. | 22. Mai 1967       | Internationale französische Meisterschaften (2) | Sand       | Tony Roche           | 6:1, 6:4, 2:6, 6:2      |
| 13. | 10. April 1968     | Hollywood                                       | Sand       | Ken Rosewall         | 6:1, 6:1                |
| 14. | 4. November 1968   | Buenos Aires                                    | Sand       | Rod Laver            | 9:7, 6:4, 6:4           |
| 15. | 14. Juli 1969      | Aix-en-Provence                                 | Sand       | Harald Elschenbroich | 6:3, 6:4, 8:6           |
| 16. | 22. Juli 1969      | Gstaad                                          | Sand       | Tom Okker            | 6:2, 12:14, 6:4, 6:4    |
| 17. | 30. Juli 1969      | Pörtschach                                      | Sand       | Cliff Drysdale       | 6:3, 3:6, 6:3           |
| 18. | 24. September 1973 | Alamo                                           | Sand       | Björn Borg           | 5:7, 6:1, 6:4           |

#### Finalteilnahmen
| Nr  | Datum              | Turnier                                     | Platzbelag | Finalgegner     | Ergebnis                |
| --- | ------------------ | ------------------------------------------- | ---------- | --------------- | ----------------------- |
| 1.  | 1. Januar 1962     | Australian Championships                    | Rasen      | Rod Laver       | 6:8, 6:0, 4:6, 4:6      |
| 2.  | 21. Mai 1962       | Internationale französische Meisterschaften | Sand       | Rod Laver       | 6:3, 6:2, 3:6, 7:9, 2:6 |
| 3.  | 27. August 1962    | U.S. National Championships                 | Rasen      | Rod Laver       | 2:6, 4:6, 7:5, 4:6      |
| 4.  | 25. März 1968      | New York                                    | Teppich    | Arthur Ashe     | 4:6, 4:6, 5:7           |
| 5.  | 10. Juni 1968      | Beckenham                                   | Rasen      | Fred Stolle     | 3:6, 1:6                |
| 6.  | 27. September 1968 | Midland                                     | Hartplatz  | Pancho Gonzales | 5:7, 3:6                |
| 7.  | 1. Mai 1969        | Japanische Meisterschaften                  | Teppich    | Tom Okker       | 3:6, 5:6                |
| 8.  | 1. Mai 1969        | New York                                    | Teppich    | Rod Laver       | 2:6, 6:4, 1:6           |
| 9.  | 18. Oktober 1969   | Köln                                        | Hartplatz  | Andrés Gimeno   | 3:6, 17:19              |
| 10. | 21. April 1970     | Dallas                                      | Teppich    | Andrés Gimeno   | 2:6, 3:6, 2:6           |
| 11. | 19. August 1970    | Fort Worth                                  | Hartplatz  | Rod Laver       | 3:6, 5:7                |
| 12. | 29. September 1970 | Vancouver                                   | Teppich    | Rod Laver       | 2:6, 1:6, 2:6           |
| 13. | 15. Oktober 1970   | Tucson                                      | Hartplatz  | Marty Riessen   | 1:6, 4:6                |
| 14. | 26. März 1972      | Macon                                       | Teppich    | Mark Cox        | 3:6, 7:6, 3:6           |
| 15. | 10. September 1972 | Montreal                                    | Teppich    | Arthur Ashe     | 4:6, 6:3, 2:6, 5:7      |
| 16. | 30. Oktober 1972   | Göteborg                                    | Teppich    | John Newcombe   | 0:6, 3:6, 1:6           |
| 17. | 30. Januar 1973    | Richmond                                    | Teppich    | Rod Laver       | 4:6, 3:6                |
| 18. | 11. Februar 1973   | Toronto                                     | Teppich    | Rod Laver       | 3:6, 4:6                |
| 19. | 9. Juli 1973       | Gstaad                                      | Sand       | Ilie Năstase    | 4:6, 3:6, 3:6           |

### Doppel

#### Turniersiege
| Nr. | Datum              | Turnier                                               | Belag     | Partner        | Finalgegner                      | Ergebnis                    |
| --- | ------------------ | ----------------------------------------------------- | --------- | -------------- | -------------------------------- | --------------------------- |
| 1.  | 3. Juli 1959       | Wimbledon Championships (1)                           | Rasen     | Neale Fraser   | Rod Laver Bob Mark               | 8:6, 6:3, 14:16, 9:7        |
| 2.  | 13. September 1959 | U.S. Championships (1)                                | Rasen     | Neale Fraser   | Earl Buchholz Alex Olmedo        | 3:6, 6:3, 5:7, 6:4, 7:5     |
| 3.  | 29. Mai 1960       | Internationale französische Meisterschaften (1)       | Sand      | Neale Fraser   | José Luis Arilla Andrés Gimeno   | 6:2, 8:10, 7:5, 6:4         |
| 4.  | 17. September 1960 | U.S. Championships (2)                                | Rasen     | Neale Fraser   | Rod Laver Bob Mark               | 9:7, 6:2, 6:4               |
| 5.  | 15. Mai 1961       | Internationale französische Tennismeisterschaften (2) | Sand      | Rod Laver      | Bob Howe Bob Mark                | 3:6, 6:1, 6:4               |
| 6.  | 1. Juli 1961       | Wimbledon Championships (2)                           | Rasen     | Neale Fraser   | Bob Hewitt Fred Stolle           | 6:4, 6:8, 6:4, 6:8, 8:6     |
| 7.  | 15. Januar 1962    | Australian Championships (1)                          | Rasen     | Neale Fraser   | Bob Hewitt Fred Stolle           | 4:6, 4:6, 6:1 6:4, 11:9     |
| 8.  | 2. Juni 1962       | Internationale französische Meisterschaften (3)       | Sand      | Neale Fraser   | Wilhelm Bungert Christian Kuhnke | 6:3, 6:4, 7:5               |
| 9.  | 13. Mai 1963       | Internationale französische Meisterschaften (4)       | Sand      | Manuel Santana | Gordon Forbes Abe Segal          | 6:2, 6:4, 6:4               |
| 10. | 18. Mai 1964       | Internationale französischen Meisterschaften (5)      | Sand      | Ken Fletcher   | John Newcombe Tony Roche         | 7:5, 6:3, 3:6, 7:5          |
| 11. | 17. Mai 1965       | Internationale französischen Meisterschaften (6)      | Sand      | Fred Stolle    | Ken Fletcher Bob Hewitt          | 6:8, 6:3, 8:6, 6:2          |
| 12. | 1. September 1965  | U.S. Championships (3)                                | Rasen     | Fred Stolle    | Frank Froehling Charlie Pasarell | 6:4, 10:12, 7:5, 7:3        |
| 13. | 21. Januar 1966    | Australian Championships (2)                          | Rasen     | Fred Stolle    | John Newcombe Tony Roche         | 7:9, 6:3, 6:8, 14:12, 12:10 |
| 14. | 1. September 1966  | U.S. Championships (4)                                | Rasen     | Fred Stolle    | Clark Graebner Dennis Ralston    | 6:4, 6:4, 6:4               |
| 15. | 22. April 1968     | Bournemouth                                           | Sand      | Rod Laver      | Andrés Gimeno Pancho Gonzales    | 8:6, 4:6, 6:3, 6:2          |
| 16. | 20. Januar 1969    | Australian Open (3)                                   | Rasen     | Rod Laver      | Ken Rosewall Fred Stolle         | 6:4, 6:4, 6:4               |
| 17. | 24. November 1969  | Stockholm                                             | Hartplatz | Rod Laver      | Andrés Gimeno Graham Stilwell    | 6:4, 6:2                    |
| 18. | 3. August 1970     | Boston (1)                                            | Hartplatz | Rod Laver      | Ismail El Shafei Torben Ulrich   | 6:1, 7:6                    |
| 19. | 21. Juni 1971      | Wimbledon (3)                                         | Rasen     | Rod Laver      | Arthur Ashe Dennis Ralston       | 4:6, 9:7, 6:8, 6:4, 6:4     |
| 20. | 1. August 1971     | Quebec                                                | Hartplatz | Rod Laver      | Tom Okker Marty Riessen          | 7:6, 6:3                    |
| 21. | 8. August 1971     | Boston (2)                                            | Hartplatz | Rod Laver      | Tom Okker Fred Stolle            | 6:4, 6:4                    |
| 22. | 27. September 1971 | Berkeley                                              | Hartplatz | Rod Laver      | Ken Rosewall Marty Riessen       | 6:3, 6:3                    |
| 23. | 10. Oktober 1971   | Vancouver                                             | Hartplatz | Rod Laver      | John Alexander Phil Dent         | 6:3, 7:6                    |
| 24. | 3. April 1972      | Houston                                               | Sand      | Rod Laver      | Ken Rosewall Fred Stolle         | 6:3, 6:3                    |
| 25. | 1. Mai 1972        | Las Vegas                                             | Hartplatz | Rod Laver      | John Newcombe Tony Roche         | kampflos                    |
| 26. | 13. November 1972  | Rotterdam                                             | Teppich   | John Newcombe  | Arthur Ashe Bob Lutz             | 6:2, 6:3                    |
| 27. | 15. Januar 1973    | Miami                                                 | Hartplatz | Rod Laver      | Terry Addison Colin Dibley       | 6:4, 6:4                    |
| 28. | 22. Januar 1973    | Carlsbad                                              | Hartplatz | Rod Laver      | Nikola Pilić Allan Stone         | 6:7, 6:3, 6:4               |
| 29. | 30. Januar 1973    | Richmond                                              | Teppich   | Rod Laver      | Terry Addison Colin Dibley       | 3:6, 6:3, 6:4               |
| 30. | 19. März 1973      | Atlanta                                               | Teppich   | Rod Laver      | Bob Maud Andrew Pattison         | 7:6, 6:3                    |
| 31. | 23. April 1973     | Göteborg                                              | Teppich   | Rod Laver      | Nikola Pilić Allan Stone         | 6:7, 6:4, 6:1               |
| 32. | 30. September 1973 | Alamo                                                 | Hartplatz | Stan Smith     | Ove Bengtson Jim McManus         | 6:2, 6:1                    |
| 33. | 13. Mai 1974       | Las Vegas                                             | Hartplatz | Rod Laver      | Frew McMillan John Newcombe      | 6:7, 6:4, 6:4               |
| 34. | 14. April 1975     | Denver                                                | Teppich   | Rod Laver      | Bob Carmichael Allan Stone       | 6:2, 3:6, 7:5               |

#### Finalteilnahmen
| Nr. | Datum             | Turnier                                          | Belag     | Partner         | Finalgegner                       | Ergebnis                      |
| --- | ----------------- | ------------------------------------------------ | --------- | --------------- | --------------------------------- | ----------------------------- |
| 1.  | 17. Januar 1958   | Australian Championships (1)                     | Rasen     | Bob Mark        | Ashley Cooper Neale Fraser        | 5:7, 8:6, 6:3, 3:6, 5:7       |
| 2.  | 31. Mai 1959      | Internationale französische Meisterschaften (1)  | Sand      | Neale Fraser    | Nicola Pietrangeli Orlando Sirola | 3:6, 2:6, 12:14               |
| 3.  | 1. Februar 1960   | Australian Championships (2)                     | Rasen     | Neale Fraser    | Rod Laver Bob Mark                | 6:1, 2:6, 4:6, 4:6            |
| 4.  | 27. Januar 1961   | Australian Championships (3)                     | Rasen     | Martin Mulligan | Rod Laver Bob Mark                | 3:6, 5:7, 6:3, 11:9, 5:7, 2:6 |
| 5.  | 13. Januar 1964   | Australian Championships (4)                     | Rasen     | Ken Fletcher    | Bob Hewitt Fred Stolle            | 4:6, 5:7, 6:3, 6:4, 12:14     |
| 6.  | 22. Juni 1964     | Wimbledon Championships (1)                      | Rasen     | Ken Fletcher    | Bob Hewitt Fred Stolle            | 5:7, 9:11, 4:6                |
| 7.  | 22. Januar 1965   | Australian Championships (5)                     | Rasen     | Fred Stolle     | John Newcombe Tony Roche          | 6:3, 6:4, 11:13, 3:6, 4:6     |
| 8.  | 22. Mai 1967      | Internationale französischen Meisterschaften (2) | Sand      | Ken Fletcher    | John Newcombe Tony Roche          | 3:6, 7:9, 10:12               |
| 9.  | 26. Juni 1967     | Wimbledon Championships (2)                      | Rasen     | Ken Fletcher    | Bob Hewitt Frew McMillan          | 2:6, 3:6, 4:6                 |
| 10. | 27. Mai 1968      | French Open (1)                                  | Sand      | Rod Laver       | Ken Rosewall Fred Stolle          | 3:6, 4:6, 3:6                 |
| 11. | 26. Mai 1969      | French Open (2)                                  | Sand      | Rod Laver       | John Newcombe Tony Roche          | 6:4, 1:6, 6:3, 4:6, 4:6       |
| 12. | 22. Juli 1969     | Gstaad (1)                                       | Sand      | Mal Anderson    | Tom Okker Marty Riessen           | 1:6, 4:6                      |
| 13. | 16. November 1969 | Buenos Aires                                     | Sand      | Frew McMillan   | Patricio Cornejo Jaime Fillol     | kampflos                      |
| 14. | 27. Mai 1970      | St. Louis                                        | Hartplatz | Rod Laver       | Andrés Gimeno John Newcombe       | 4:6, 2:6                      |
| 15. | 28. Juli 1970     | Louisville                                       | Sand      | Rod Laver       | John Newcombe Tony Roche          | 6:8, 7:5, 4:6                 |
| 16. | 2. September 1970 | US Open (1)                                      | Rasen     | Rod Laver       | Pierre Barthes Nikola Pilić       | 3:6, 6:7, 6:4, 6:7            |
| 17. | 29. März 1971     | Miami                                            | Hartplatz | Rod Laver       | John Newcombe Tony Roche          | 6:7, 6:7                      |
| 18. | 11. Oktober 1971  | Köln                                             | Teppich   | Rod Laver       | Tom Okker Marty Riessen           | 7:6, 6:3, 6:7, 3:6, 4:6       |
| 19. | 13. Februar 1972  | Toronto (1)                                      | Teppich   | Rod Laver       | Bob Carmichael Ray Ruffels        | 4:6, 6:4, 4:6                 |
| 20. | 28. Februar 1972  | Hollywood                                        | Sand      | Rod Laver       | Tom Okker Marty Riessen           | 5:7, 4:6                      |
| 21. | 13. März 1972     | Chicago                                          | Sand      | Rod Laver       | Tom Okker Marty Riessen           | 2:6, 3:6                      |
| 22. | 4. November 1972  | Stockholm                                        | Hartplatz | Colin Dibley    | Tom Okker Marty Riessen           | 3:6, 2:6                      |
| 23. | 5. Februar 1973   | Philadelphia                                     | Teppich   | Rod Laver       | Brian Gottfried Dick Stockton     | 6:4, 3:6, 4:6                 |
| 24. | 11. Februar 1973  | Toronto (2)                                      | Teppich   | Rod Laver       | John Alexander Phil Dent          | 6:3, 4:6, 4:6, 2:6            |
| 25. | 23. August 1973   | US Open (2)                                      | Rasen     | Rod Laver       | Owen Davidson John Newcombe       | 5:7, 6:2, 5:7, 5:7            |
| 26. | 25. Februar 1974  | Carlsbad                                         | Hartplatz | Dennis Ralston  | Clark Graebner Charlie Pasarell   | 4:6, 7:6, 5:7                 |
| 27. | 8. Juli 1974      | Gstaad (2)                                       | Sand      | Thomaz Koch     | José Higueras Manuel Orantes      | 5:7, 6:0, 1:6, 8:9            |

### Mixed

#### Finalteilnahmen
| Nr. | Datum           | Turnier                  | Belag | Partnerin        | Finalgegner                | Ergebnis      |
| --- | --------------- | ------------------------ | ----- | ---------------- | -------------------------- | ------------- |
| 1.  | 20. Januar 1956 | Australian Championships | Rasen | Mary Hawton      | Beryl Penrose Neale Fraser | 2:6, 4:6      |
| 2.  | 16. Mai 1960    | Australian Championships | Rasen | Ann Haydon-Jones | Maria Bueno Bob Howe       | 6:1, 1:6, 2:6 |